# Wolf Glossner
Wolf Glossner oder Wolf Gloßner (geboren 1946 in Velburg; gestorben 13. Mai 2017 in Langenhagen) war ein deutscher Grafiker, Bildhauer und Hochschullehrer.

## Leben

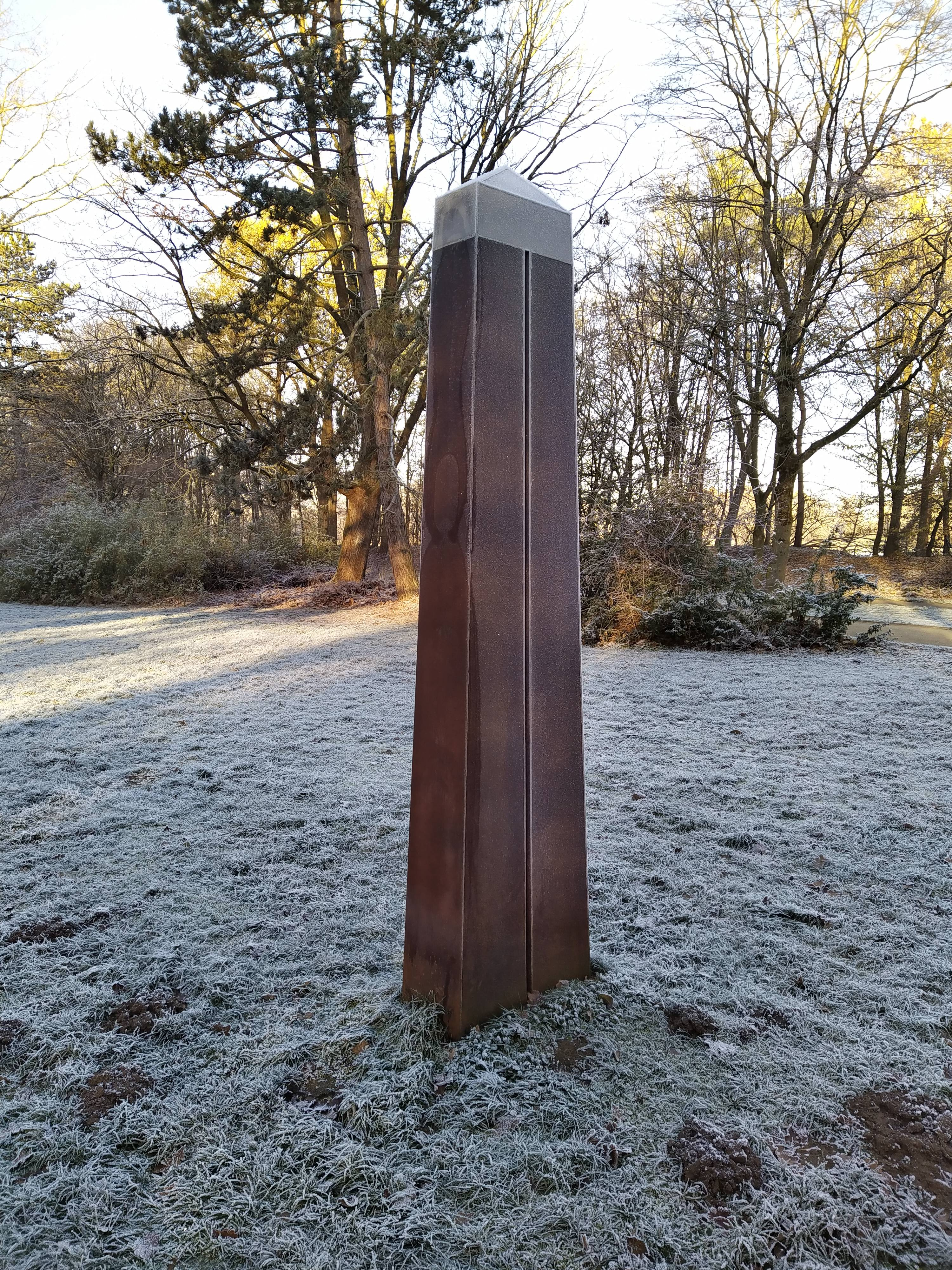
Haus für Sonne und Mond;
1989 im Stadtpark Langenhagen aufgestellt

Wolf Glossner studierte Germanistik und Politik und absolvierte nach seinem Staatsexamen ein Kunststudium an der  Hochschule für Bildende Künste (HBK) in Braunschweig, wo er Meisterschüler des Bildhauers Emil Cimiotti wurde. 1978 erhielt er den Förderpreis des Braunschweiger Kunstpreises und 1979 ein Nachwuchsstipendium des Landes Niedersachsen.
Ab 1981 lebte und arbeitete Glossner in Langenhagen. 1982 beteiligte er sich an einer Gemeinschaftsausstellung mit Peter van de Locht, Osamu Nakajima, Nils-Udo und Karl Prantl in der Städtischen Galerie Nordhorn.
Von 1986 bis 1987 unterrichtete Glossner als Lehrbeauftragter an der HBK Braunschweig.
In Langenhagen schuf Glossner zahlreiche Werke, von denen etliche im öffentlichen Raum der Stadt installiert wurden. Zu seinen dort bekanntesten Werken zählt die im Kontext des V. Bildhauersymposiums für den Stadtpark Langenhagen gestaltete Skulptur und 1989 von der Stadt angekaufte Haus für Sonne und Mond.
Um die Jahrtausendwende wirkte Glossner gemeinsam mit Dorothée Aschoff und Klaus-Dieter Brunotte als Gruppe KiL
Glossner starb 2017 im Alter von 70 Jahren in seiner Wahlheimat Langenhagen.

## Bekannte Werke (Auswahl)
- 1989: Haus für Sonne und Mond, Skulptur im Stadtpark Langenhagen[2]
- 1995: Chross Tower, Edelstahlplastik, Karmarschstraße 35/37, Hannover[4]

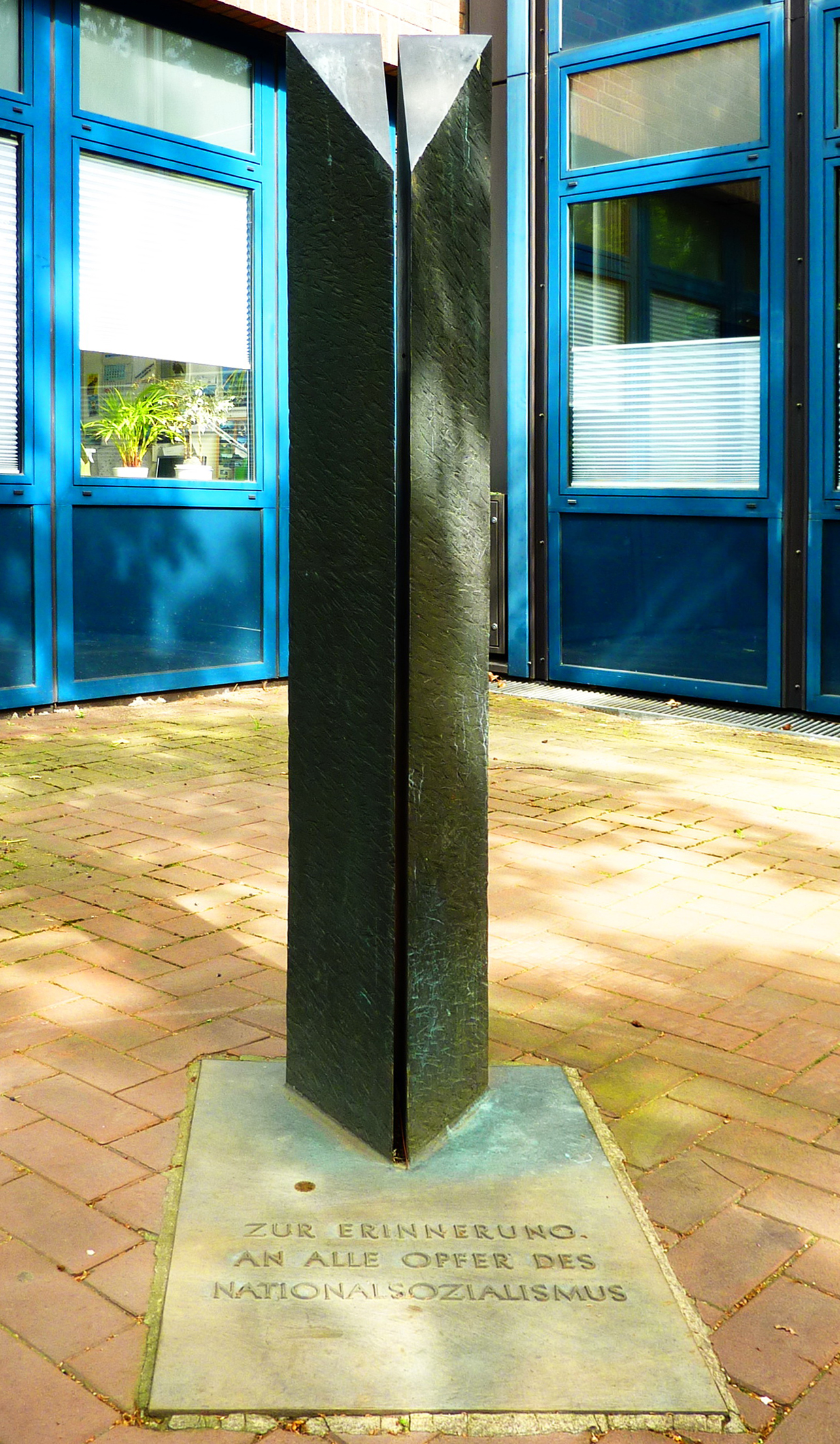
Doppelstele „Zur Erinnerung an alle Opfer des Nationalsozialismus“; Langenhagen
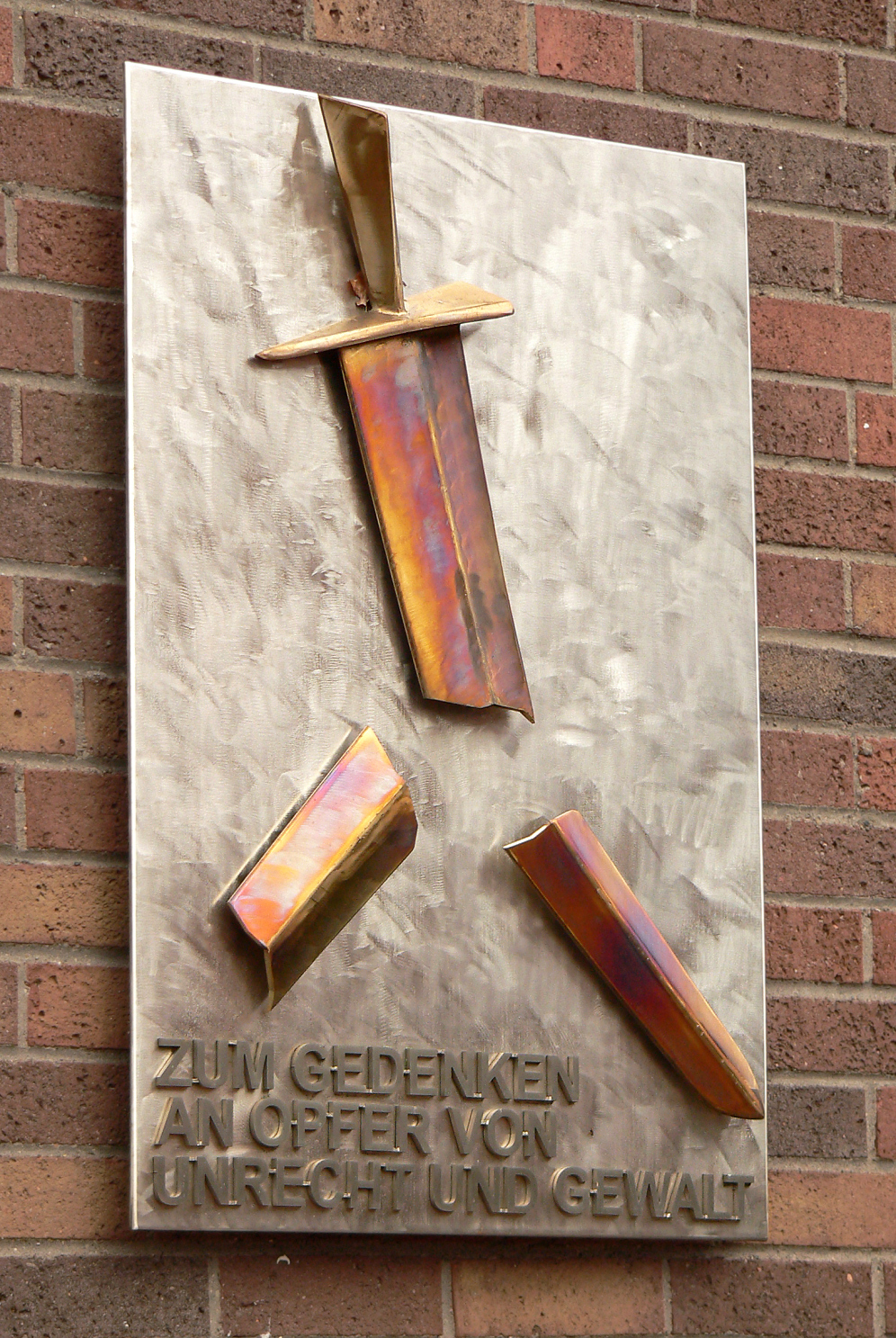
Rathaus Langenhagen: „Zum Gedenken an Opfer von Unrecht und Gewalt“
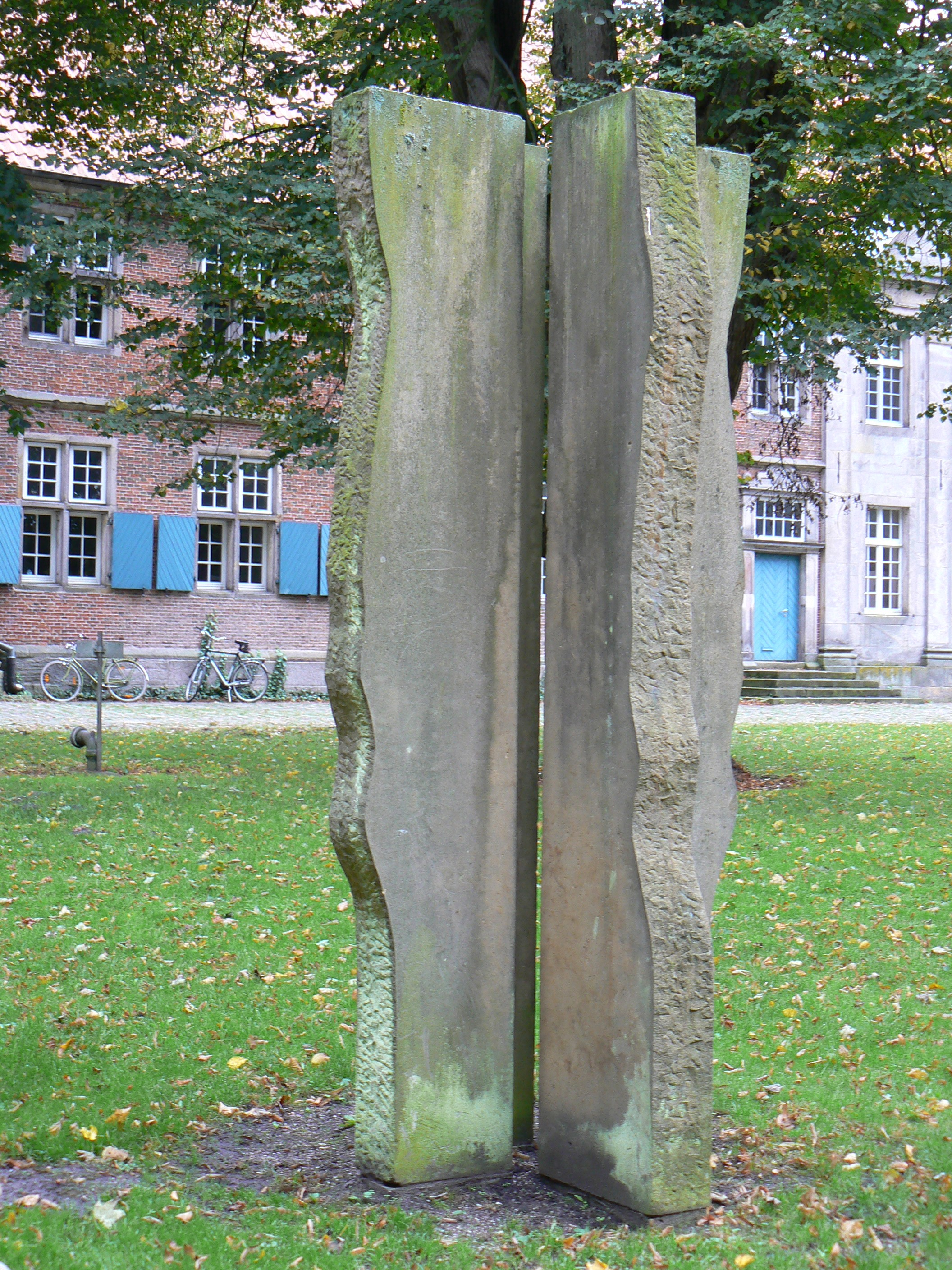
Kreuzstele in Frenswegen
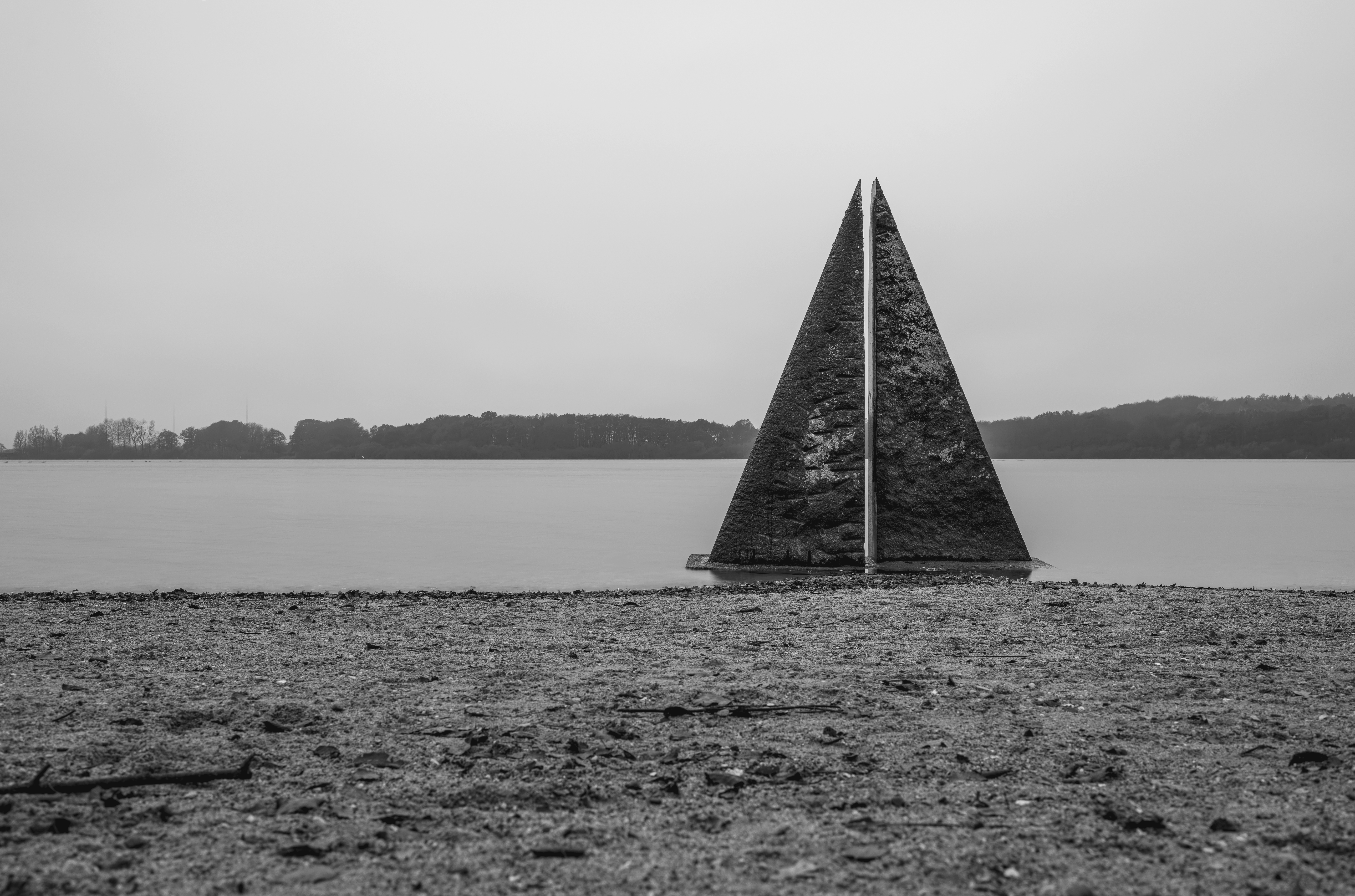
„Lebenszeichen“ am Einfelder See
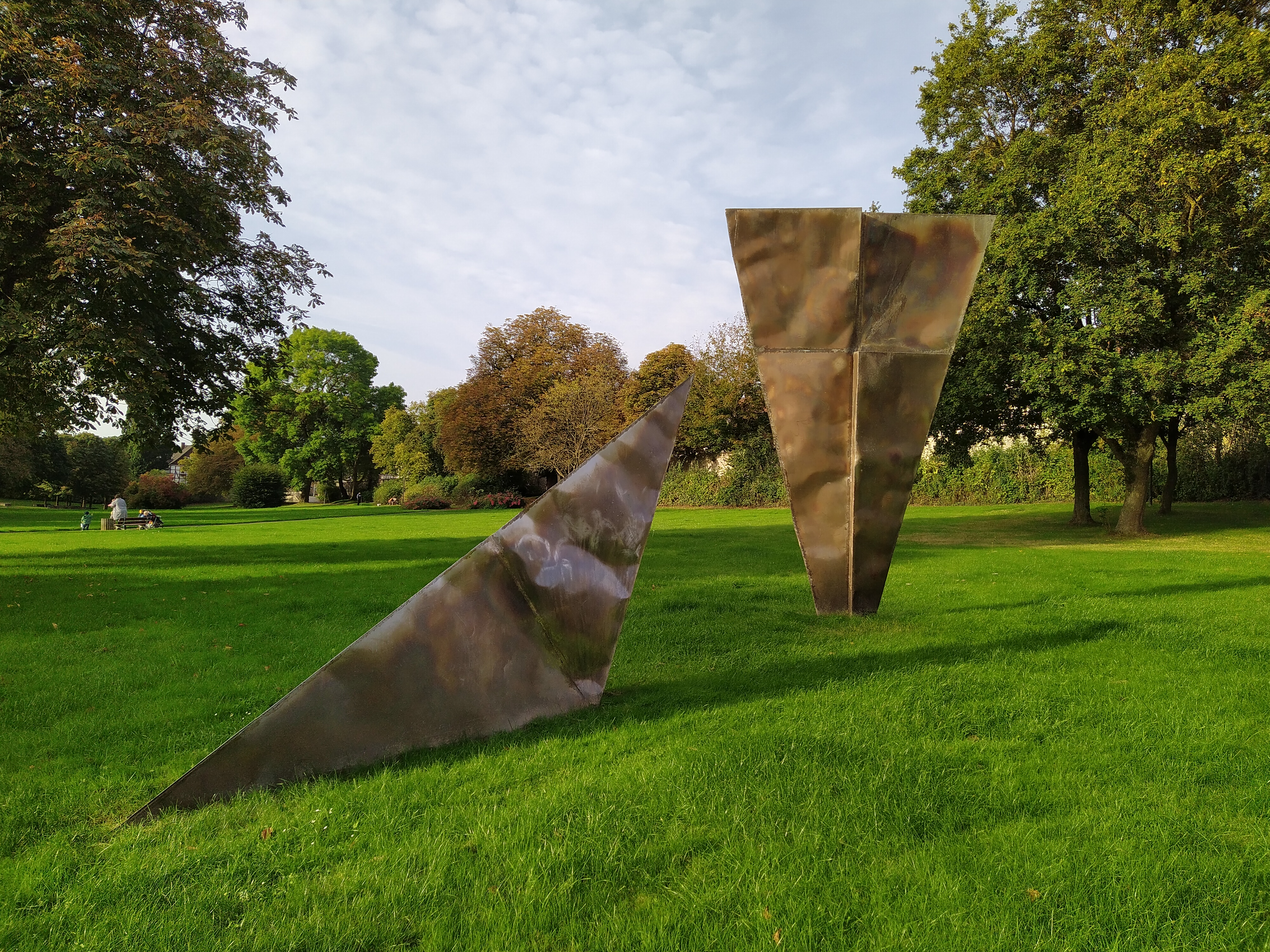
„Reflexion“ im Klosterpark Lamspringe
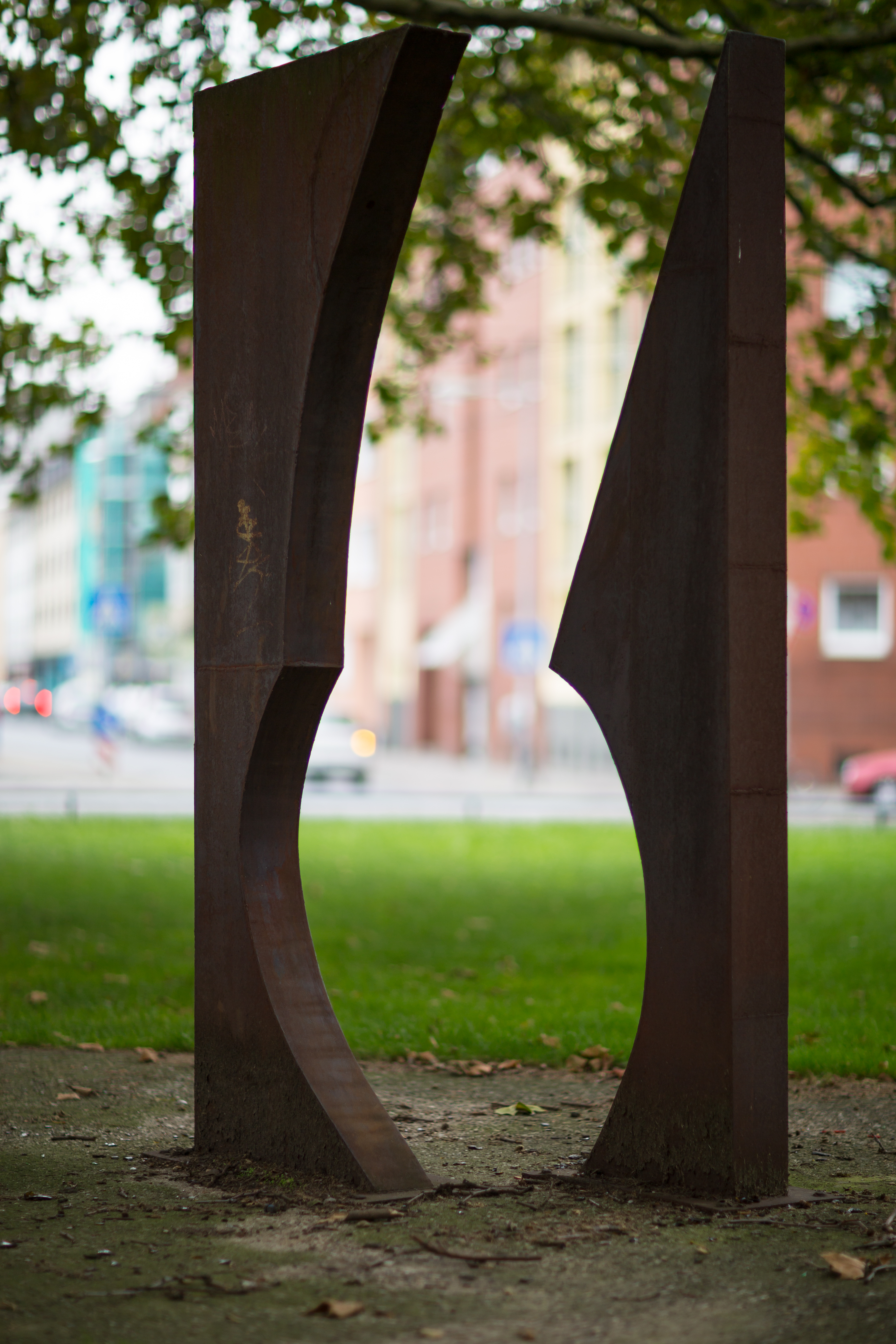
Tor auf dem Goetheplatz in Hannover
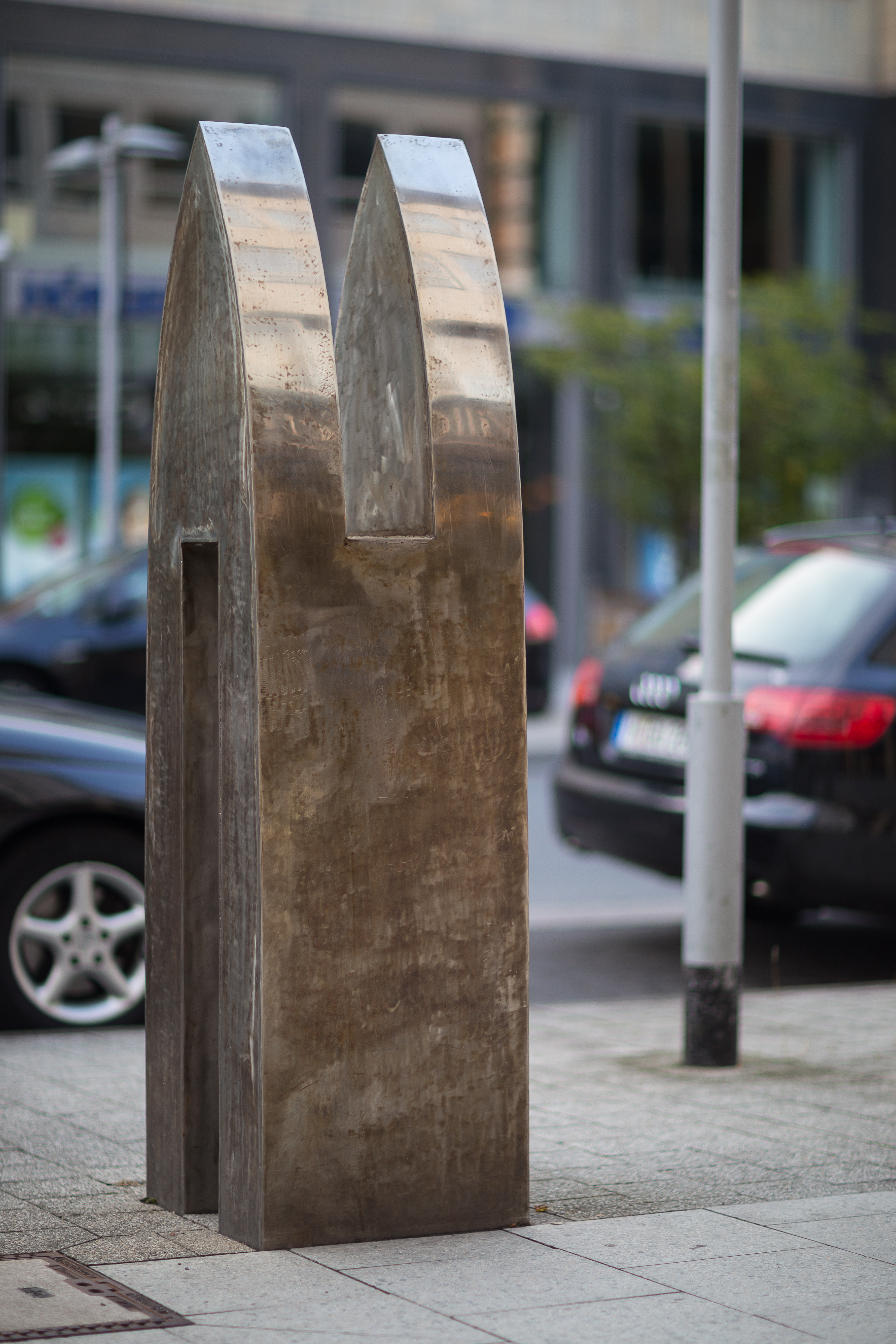
„Cross-Tower“, Karmarschstraße